# 加州葡萄酒之乡

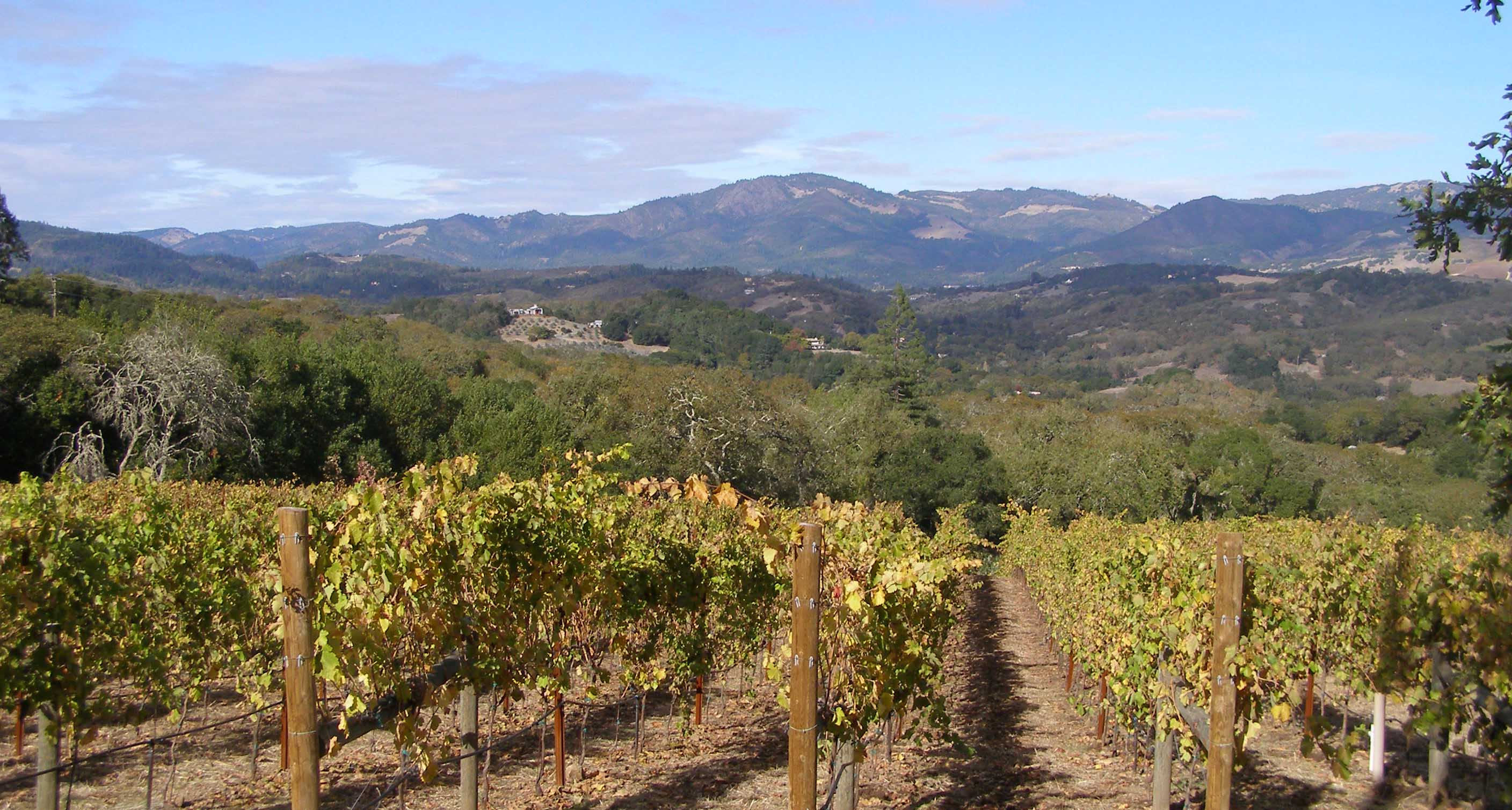
索诺玛附近的葡萄园

加州葡萄酒之鄉（Wine Country）又称加州酒乡，是美國加州北部的一個以盛產高級葡萄酒而知名的地區。葡萄酒之鄉位於舊金山以北，區域內有400餘個葡萄園，涵蓋納帕縣的納帕山谷、索諾馬縣的索諾瑪山谷、亞歷山大山谷、乾溪谷，以及俄羅斯河谷，以及海拔較高的阿特拉斯峰和維德山。葡萄酒之鄉的葡萄無論是論種植面積還是產量，都是以索諾馬縣爲最多。
葡萄酒之鄉不僅是一個酒文化的概念。該地區的生態、地質、農業、建築都獨具特色。當地還有富當地特色的料理。

## 历史

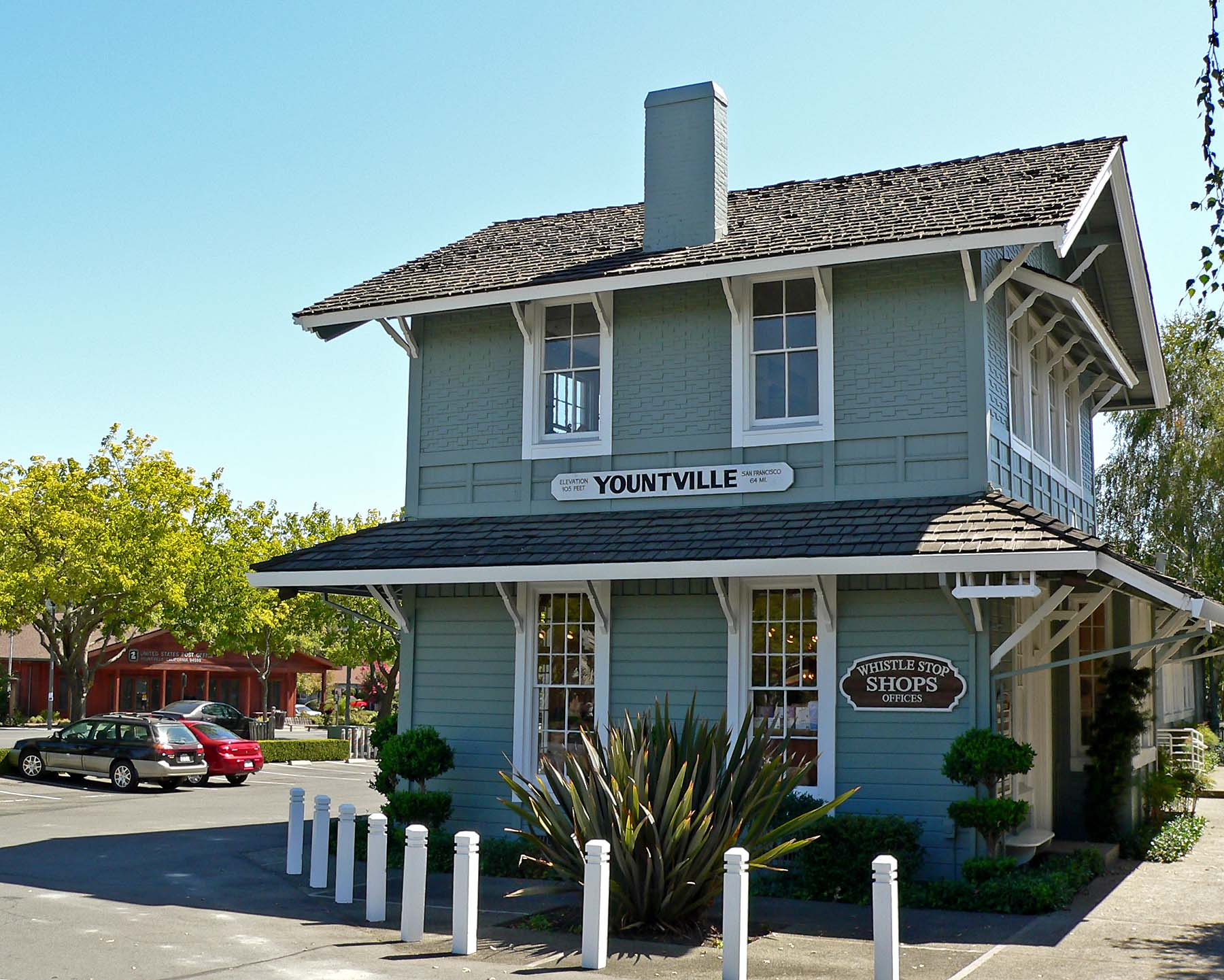
扬特维尔的一个古老的火车站

这一地区早在公元前8000多年就有印第安人居住，但当时尚未开始规模性的葡萄种植。近代大量的欧洲移民将种植葡萄和生产葡萄酒的技术传到了这里。1850年，加州从墨西哥独立，当地的索诺玛曾经是加州独立运动时期十分重要的军事据点，见证了加州从墨西哥独立的进程。近百年来，由于适当的气候、土壤和优越的地理位置，这里逐渐成为了著名的葡萄产区，成为了葡萄酒产业的理想之地。仅纳帕县一地，就种植了34个不同种类的葡萄。其中，23%的葡萄被用于生产白葡萄酒，而77%被用于生产红葡萄酒。
2017年10月，一场突如其来的大火吞噬了大量当地葡萄园，烧毁了许多风景名胜，给当地的旅游业和葡萄酒产业带来了巨大打击，经济需要很长时间才能恢复，而一些古老的建筑则被永久烧毁。
著名的微软Windows XP使用的布利斯壁纸展现的蓝天白云绿地，就是于1996年11月在当地纳帕山谷的山丘拍摄的。

## 生態
葡萄酒之鄉及其附屬的河岸地帶的陸生動物和水生動物都很豐富。其中，魚類以越洋公魚（Hypomesus transpacificus）、冬季洄游到該地的帝王鮭（Oncorhynchus tsawytscha）以及虹鳟（Oncorhynchus mykiss）數量最多。研究人員曾在納帕河以及拉古纳·德·圣罗莎地區河流的幹流和支流對洄游產卵的魚類進行分析。結果表明，因爲物質沈積的原因，這些地區相比過去，已沒有那麼適合魚類棲息和產卵了
。
葡萄酒之鄉地區分佈有多種蠑螈、蛇、蛙類動物。其中，加州紅腿蛙（Rana draytonii）已被美國聯邦政府列爲瀕危動物。這種生物棲息在安娜德尔州立公园的南坡。另有數種瀕危動物，包括加州秧雞（Rallus obsoletus）、加州黑秧雞（Laterallus jamaicensis）、加州褐鵜鶘（Pelicanus occudentalis）、加州青蝦（Syncaris pacifica）、鹽沼巢鼠（Reithrodontomys raviventris）、多皱鼩鼱（Sorex ornatus sinuosus）以及大鱗裂尾魚(Pogonichtys macrolepidotus)。上述這些生物除了大鱗裂尾魚、虹鱒，以及加州黑秧雞外都是美國聯盟政府認定的瀕危生物。這些生物多數棲息在納帕—索納馬沼澤附近。
另外，葡萄酒之鄉中還有混合橡木林、灌木林、稀樹草原等高原生態系統.。在這些地區分佈有大量的黑尾鹿、浣熊，負鼠，野火雞、红头美洲鹫、红尾鹰，另有少量的山貓和美洲獅。此外，高原上還大量分佈着加州栎（Quercus agrifolia）、奧里根白樺、草莓樹（Arbutus menziesii）、加州七葉树（Aesculus californica）、花旗松（Pseudotsuga menziesii）等植物。此外，在海拔較低地區還分佈有山谷橡木。

## 旅游

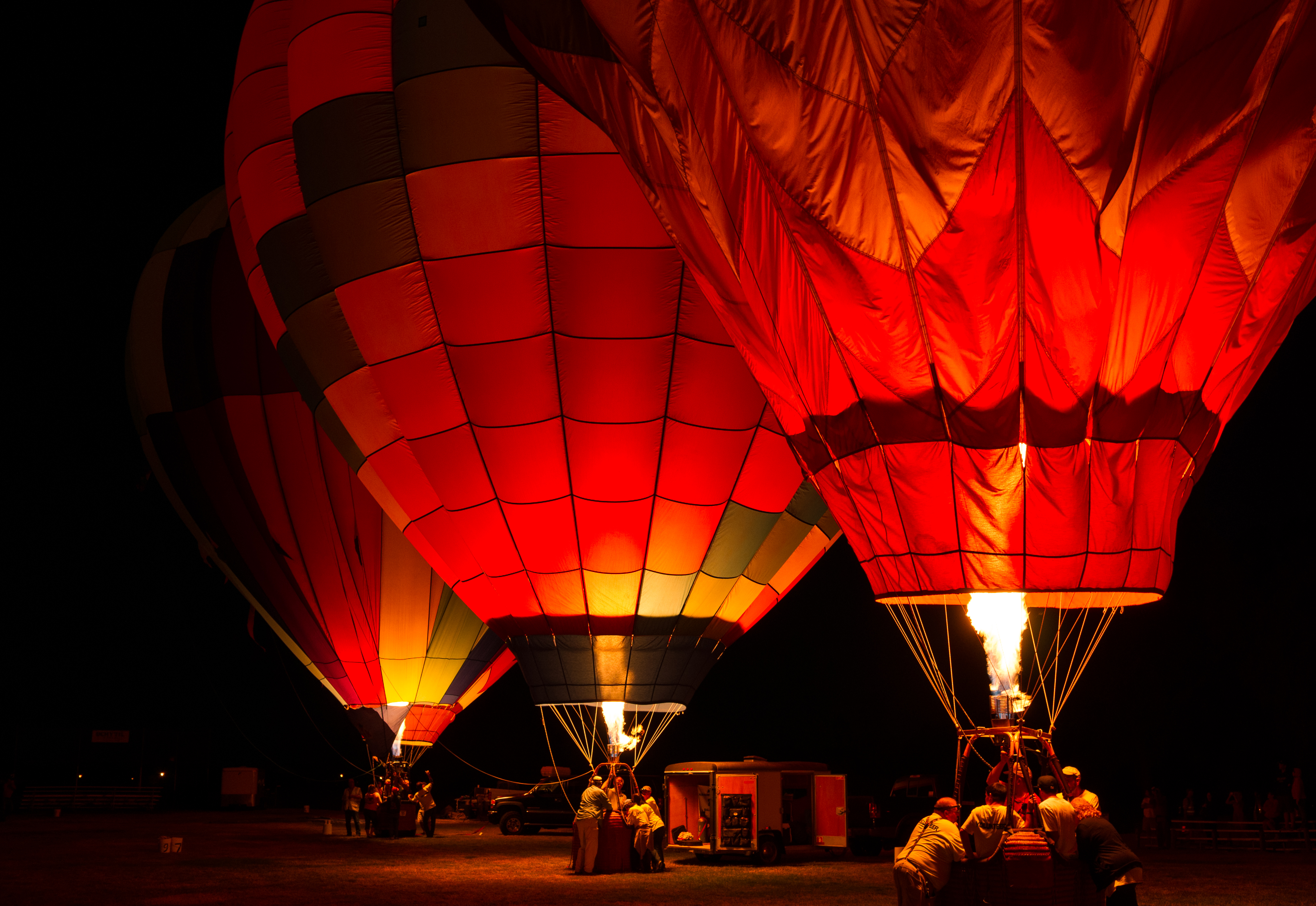
索納馬縣的傳統熱氣球黎明巡遊活動

葡萄酒产业所催生的旅游活动在过去数十年来快速增长。常见的旅游活动包括前往葡萄酒庄园品尝葡萄酒、登山徒步、骑马、美食品尝、热气球体验等。根据统计，仅纳帕一地，就有至少475个葡萄酒庄园开放给游客和会员。然而，实际运营的葡萄酒生产商数量更多。庄园也是举办婚礼和宴会的理想场地。除了葡萄酒庄园，当地的古迹以及极少污染的海岸线也受到游客欢迎。蜂拥而至的游客也带来了扰民和管理方面的问题。例如，纳帕地区住宿设施供不应求，近年来兴起的Airbnb等民宿也缺乏监管，出现了扰民等现象。因此，纳帕当地政府强制要求Airbnb房主在政府注册登记，以规范住宿行业。